# Италија на Европском првенству у атлетици у дворани 2015.
Италијаје учествовала на 33. Европском првенству у дворани 2015 одржаном у Прагу, Чешка, од 5. до 8. марта. Ово је тридесет треће Европско првенство у атлетици у дворани од његовог оснивања 1970. године на којем је Италија учествовала, односно учествовала је на свим такмичењима до данас. Репрезентацију Италије представљало је 22 спортиста (10 мушкараца и 12 жена) који су се такмичили у 16 дисциплине (7 мушких и 9 женских). Такмичар у троскоку Фабрицио Донато није наступио због повреде иако се налази на списку репрезентације.
На овом првенству Италија је заузела 17 место по броју освојених медаља са 3 освојене медаље (2 сребрне и 1 бронзана). Поред тога оборена су 3  лична рекорда и остварен је 9 најбољих личних резултата сезоне. У табели успешности према броју и пласману такмичара који су учествовали у финалним такмичењима (првих 8 такмичара) Италија је са 7 учесника у финалу заузела 10 место са 32 бода.
| Пл. | Земља   | 1. место | 2. место | 3. место | 4. место | 5. место | 6. место | 7. место | 8. место | Бр. фин. Бод. |
| --- | ------- | -------- | -------- | -------- | -------- | -------- | -------- | -------- | -------- | ------------- |
| 10. | Италија | –        | 2 - 14   | 1 - 6    | 1 - 5    | –        | 1 - 3    | 2 - 4    | –        | 7 - 32        |

## Учесници
| Мушкарци: - Микаел Туми — 60 м - Фабио Черути — 60 м - Делмас Обоу — 60 м - Матзео Галван — 400 м - Joao Bussotti Neves — 1.500 м - Хасан Фофана — 60 м препоне - Силвано Ћесани — Скок увис - Марко Фасиноти — Скок увис - Фабрицио Скембри — Троскок - Даниеле Сечи — Бацање кугле | Жене: - Одри Ало — 60 м - Марија Бенедикта Кигболу — 400 м - Кјара Бацони — 400 м - Иленија Витале — 400 м - Федерика Дел Буоно — 1.500 м - Ђулија Виола — 3.000 м - Марција Каравели — 60 м препоне - Ђулија Понела — 60 м препоне - Алесија Трост — Скок увис - Лаура Страти — Скок удаљ - Дарја Деркач — Троскок - Кјара Роза — Бацање кугле |  |

## Освајачи медаља (3)

### Сребро (2)
- Силвано Ћезани - Скок увис
- Алесија Трост - Скок увис

### Бронза (1)
- Федерика Дел Буоно - 1.500 м

## Резултати

### Мушкарци
| Атлетичар           | Дисциплина   | Лични рекорд | Квалификације | Квалификације | Полуфинале            | Полуфинале            | Финале                | Финале       | Детаљи |
| Атлетичар           | Дисциплина   | Лични рекорд | Резултат      | Место         | Резултат              | Место                 | Резултат              | Место        | Детаљи |
| ------------------- | ------------ | ------------ | ------------- | ------------- | --------------------- | --------------------- | --------------------- | ------------ | ------ |
| Микаел Туми         | 60 м         | 6,51 НР      | 6,63 КВ, ЛРС  | 2. у гр. 5    | 6,62 КВ, ЛРС          | 2. у гр. 3            | 6,61                  | 4 / 36 (37)  |        |
| Фабио Черути        | 60 м         | 6,55         | 6,69 кв, ЛРС  | 5. у гр. 1    | 6,67 ЛРС              | 7. у гр. 1            | Нису се квалификовали | 13 / 36 (37) |        |
| Делмас Обоу         | 60 м         | 6,66         | 6,69 КВ       | 4. у гр. 4    | 6,68                  | 4. у гр. 2            | Нису се квалификовали | 15 / 36 (37) |        |
| Матео Галван        | 400 м        | 46,26        | 47,31 КВ      | 2. у гр. 5    | 46,82 КВ              | 2. у гр. 1            | 46,87                 | 6 / 32 (33)  |        |
| Joao Bussotti Neves | 1.500 м      | 3:47,58      | 3:42,82 ЛР    | 3. у гр. 2    | Нису се квалификовали | Нису се квалификовали | Нису се квалификовали | 11 / 28      |        |
| Хасан Фофана        | 60 м препоне | 7,79         | 7,75 ЛР       | 4. у гр. 4    | Нису се квалификовали | Нису се квалификовали | Нису се квалификовали | 17 / 27 (28) |        |
| Ђанмарко Тамбери    | Скок увис    | 2,30         | 2,28 ЛРС      | 5             |                       |                       | 2,24                  | 7 / 26 (27)  |        |
| Силвано Ћезани      | Скок увис    | 2,33         | 2,28          | 4             | 2,31 ЛРС              |                       |                       |              |        |
| Андреа Леми         | Скок увис    | 2,26         | 2,19          | 16            | Нису се квалификовали | 16 / 26 (27)          |                       |              |        |
| Фабрицио Скембри    | троскок      | 17,21        | 16,08         | 13.           | Нису се квалификовали | 13 / 21               |                       |              |        |
| Даниеле Сечи        | Бацање кугле | 19,56        | 18,53         | 25.           | Нису се квалификовали | 25 / 25 (33)          |                       |              |        |

### Жене
| Атлетичарка              | Дисциплина   | Лични рекорд | Квалификације   | Квалификације   | Полуфинале            | Полуфинале            | Финале                | Финале                | Детаљи |
| Атлетичарка              | Дисциплина   | Лични рекорд | Резултат        | Место           | Резултат              | Место                 | Резултат              | Место                 | Детаљи |
| ------------------------ | ------------ | ------------ | --------------- | --------------- | --------------------- | --------------------- | --------------------- | --------------------- | ------ |
| Одри Ало                 | 60 м         | 7,30         | 7,31 КВ, ЛРС    | 4. у гр. 4      | 7,24 ЛР               | 3. у гр. 3            | Није се квалификовала | 9 / 37 (38)           |        |
| Иленија Витале           | 400 м        | 53,85        | 53,31           | 5. у гр. 2      | Нису се квалификовале | Нису се квалификовале | Нису се квалификовале | 24 / 28               |        |
| Кјара Бацони             | 400 м        | 53,44        | 53,82           | 4. у гр. 5      | Нису се квалификовале | Нису се квалификовале | Нису се квалификовале | 19 / 28               |        |
| Марија Бенедикта Кигболу | 400 м        | 53,84        | 54,17           | 5. у гр. 4      | Нису се квалификовале | Нису се квалификовале | Нису се квалификовале | 21 / 28               |        |
| Федерика Дел Буоно       | 1.500 м      | 4:08,87      |                 |                 |                       |                       | 4:11,61               |                       |        |
| Ђулија Виола             | 3.000 м      | 8:56,23      | 9:03,00         | 8. у гр. 1      |                       |                       | 8:59,04               | 8 / 18 (19)           |        |
| Марција Каравели         | 60 м препоне | 7,43         | Није стартовала | Није стартовала | Није се квалификовала | Није се квалификовала | Није се квалификовала | Није се квалификовала |        |
| Ђулија Пенела            | 60 м препоне | 7.65         | 8,09 кв         | 4. у гр. 4      | 8,08 =ЛРС             | 6. у гр. 2            | Није се квалификовала | 13 / 25 (26)          |        |
| Алесија Трост            | Скок увис    | 2,00         | 1,94 КВ         | =2.             |                       |                       | 1,97 ЛРС              |                       |        |
| Лаура Страти             | Скок удаљ    | 6,53         | 6,22            | 17.             | Нису се квалификовале | 17 / 22               |                       |                       |        |
| Дарја Деркак             | Троскок      | 13,84        | 13,40           | 21.             | Нису се квалификовале | 21 / 22 (23)          |                       |                       |        |
| Кјара Роза               | Бацање кугле | 18,68        | 16,75           | 9.              | Нису се квалификовале | 9 / 14 (15)           |                       |                       |        |